# .gl
.gl ist die länderspezifische Top-Level-Domain (ccTLD) Grönlands. Sie wurde am 8. April 1994 eingeführt und wird von der Registry Tusass verwaltet.

## Eigenschaften
Eine .gl-Domain darf zwischen einem und 63 Zeichen lang sein. Es können nur die 26 Grundbuchstaben des lateinischen Alphabets, die Ziffern 0 bis 9 und ein Bindestrich genutzt werden. Domains können nicht reserviert werden.
2009 führte Google einen Kurz-URL-Dienst ein, der die Domain .gl nutzt (goo.gl). Der Dienst wurde 2018 zugunsten von Firebase Dynamic Links wieder abgeschafft.